# Динамічна гра
Гра динамічна — гра {\displaystyle n} гравців, у вигляді процесу, який розвивається протягом деякого часу, в якому гравці послідовно приймають часткові рішення, переходячи від одного стану гри до іншого.

## Визначення дискретної динамічної гри
Динамічні ігри, в яких гравці приймають рішення в дискретні моменти часу, описуються наступною схемою.
Задається множина станів X, для кожного x ∈ X множини Si(x) елементарних стратегій гравців i (i = 1, 2, ..., n) (множина {\displaystyle S(x)=\prod _{i=1}^{n}S_{i}(x)} визначається як простір елементарних станів s(x1) ∈ S(x1)), початковий стан гри x1∈X і функції Fk(x1, s(x1), ..., xk-1, s(xk-1), xk), які при фіксованому xk вимірні по решті своїх аргументів, а при фіксованих x1, s(x1), ..., xk-1, s(xk-1) є імовірнісними розподілами на X.
Партія гри P = (x1, s(x1, x2, s(x2), ...) визначається індуктивно.
В початковому стані x1 кожний гравець i обирає елементарну стратегію si ∈ Si(xi), внаслідок чого утворюється елементарна ситуація s(x1) ∈ S(x1). Стан x2 ∈ X обирається відповідно розподілу F2(x1, s(x1), x2). Якщо визначений відрізок партії pk = (x1, s(x1), ..., xk-1, s(xk-1), xk), то аналогічно утворюється елементарна ситуація s(xk) ∈ S(xk), після чого наступний стан xk+1 ∈ X обирається відповідно до розподілу Fk+1 = (x1, s(x1), ..., xk, s(xk), xk+1).
На кожній партії P визначений виграш hi(P) гравця i (i = 1, 2, ..., n).
Стратегія fi гравця i це набір функцій {fik}, де функція fik (k = 1, 2, ...) кожному відрізку партії pk довжини k ставить у відповідність елементарну ситуацію si(xk∈Si(xk).
Динамічна гра визначена, якщо кожна ситуація індукує ймовірнісну міру μf на множині всіх партій. В цьому випадку, виграш гравця i в ситуації f визначається як математичне очікування hi(P) за мірою μf:
{\displaystyle H_{i}(f)=\int h_{i}(P)\mathrm {d} \mu _{f}(P)}.

## Приклад динамічної гри
Прикладом динамічної гри, є наступна гра. Кожному із двох гравців здається повна масть карт. Третя масть тасується , а потім карти цієї масті відкриваються одна за іншою. Кожен раз, коли відкрито карту, обидва гравця одночасно відкривають якусь одну із своїх карт за власним бажанням. Той, хто відкрив старшу карту, виграє третю карту (якщо обидва відкривають карти однакового рангу, то не виграє ніхто). Так триває доти, поки всі три масті не буде вичерпано. Після цього кожен гравець підраховує кількість очок на картах, які він виграв; рахунок ведеться по різниці виграшів гравців.